# Marigny (Allier)
Marigny – miejscowość i gmina we Francji, w regionie Owernia-Rodan-Alpy, w departamencie Allier.

## Demografia
Według danych na rok 1990 gminę zamieszkiwało 221 osób, a gęstość zaludnienia wynosiła 13 osób/km². W styczniu 2015 r. Marigny zamieszkiwało 199 osób, przy gęstości zaludnienia wynoszącej 11,5 osób/km².